# Рајчихинск
Рајчихинск (рус. Райчихинск) град је у Русији у Амурској области. 

## Становништво
| 1939. | 1959.  | 1970.  | 1979.  | 1989.  | 2002.  | 2010.  |
| ----- | ------ | ------ | ------ | ------ | ------ | ------ |
| 3.840 | 27.456 | 25.157 | 28.060 | 27.873 | 24.498 | 20.534 |